# 닛산 아리야
닛산 아리야(Nissan Ariya)는 닛산이 판매할 예정인 전기 SUV다.

## 상세
2019년 도쿄 모터쇼에서 컨셉트카로 공개되었으며, 양산형은 2020년 7월에 공개되었다. 간결하면서 심플하게 디자인된 닛산의 새로운 로고가 첫 번째로 적용되었다. 플랫폼은 현재 AmpR 미디엄으로 개명된 CMF-EV가 적용되었으며, 왼쪽에 차데모 급속 충전 포트, 오른쪽에 일반 충전 포트가 갖추어져 있다. 유연한 쿠페형 디자인이 특징이며, 이 디자인 덕에 독일의 레드닷 디자인 어워드, 일본의 굿 디자인 상을 수상하기도 했다. 2023년에는 르노에서 형제차 격인 세닉 E-테크가 공개되었으며, 2024년에는 니스모 모델이 발표와 동시에 판매가 개시되었다. 
일본에서는 738만 엔부터 시작하는 비싼 가격임에도 불구하고 인기가 좋은 편이며, 유럽과 북아메리카에서도 판매되고 있다. 